# Luis Henrique (Fußballspieler, 2001)
Luis Henrique Tomaz de Lima, allgemein bekannt unter Luis Henrique (* 14. Dezember 2001 in João Pessoa) ist ein brasilianischer Fußballspieler, der bei Inter Mailand unter Vertrag steht.

## Karriere
Luis Henrique wurde am 14. Dezember 2001 in João Pessoa geboren und begann beim nicht weit entfernten Três Pasos Atlético Clube mit dem Fußball spielen. 2018 wurde er an Botafogo FR verliehen. Sein Debüt in der Série A 2018 gab er am 4. Dezember 2019 (37. Spieltag) bei einer 0:2-Niederlage gegen Atlético Mineiro, als er in der 57. Minute für Leonardo Valencia eingewechselt wurde. In der Série A 2019 spielte er noch ein weiteres Mal, diesmal über die volle Spielzeit. In der Folgesaison schoss er in der Staatsmeisterschaft von Rio de Janeiro am 25. Januar 2020 bei einem 3:1-Sieg über das Team aus Macaé sein erstes Tor und gab zusätzlich noch eine Vorlage. Bis zum Sommer kam er in der Saison 2020 wettbewerbsübergreifend 18 Mal zum Einsatz, wobei er zwei Tore schoss und vier vorbereitete.
Im September 2020 wechselte er nach Europa zu Olympique Marseille in die Ligue 1. Am 17. Oktober 2020 (7. Spieltag) debütierte er bei einem 3:1-Sieg über Girondins Bordeaux, als er in der 86. Minute für Darío Benedetto ins Spiel kam. Wenige Tage später wurde er in der Champions League in der Schlussphase eingewechselt und sammelte so seine ersten internationalen Erfahrungen. Nach 20 Ligaeinsätzen 2021/22 wurde er im Juli 2022 an seinen ehemaligen Verein Botafogo FR in die Série A verliehen.
Im Juli 2025 wurde sein Wechsel nach Italien zu Inter Mailand bekannt. Hier erhielt er einen Vertrag bis 2030.